# Міннетонка-Біч
Міннетонка-Біч (англ. Minnetonka Beach) — місто (англ. city) в окрузі Ганнепін, штат Міннесота, США. Населення — 539 осіб (2010).

## Географія
Міннетонка-Біч розташоване за координатами 44°56′10″ пн. ш. 93°35′0″ зх. д. / 44.93611° пн. ш. 93.58333° зх. д. (44.936062, -93.583221). За даними Бюро перепису населення США 2010 року місто мало площу 1,23 км², з яких 1,20 км² — суходіл та 0,02 км² — водні об'єкти.

## Демографія
Згідно з переписом 2010 року, у місті мешкало 539 осіб у 201 домогосподарстві у складі 159 родин. Густота населення становила 440 осіб/км².  Було 231 помешкання (188/км²).
Расовий склад населення:
| - 99,3 % — білих - 0,4 % — азіатів |

До двох чи більше рас належало 0,4 %. Частка іспаномовних становила 0,6 % від усіх жителів.
За віковим діапазоном населення розподілялося таким чином: 28,2 % — особи молодші 18 років, 60,9 % — особи віком 18—64 років, 10,9 % — особи у віці 65 років та старші. Медіана віку мешканця становила 46,7 року. На 100 осіб жіночої статі в місті припадало 96,7 чоловіків;  на 100 жінок у віці від 18 років та старших — 98,5 чоловіків також старших 18 років.
Середній дохід на одне домашнє господарство  становив 291 626 доларів США (медіана — 173 000), а середній дохід на одну сім'ю — 322 003 долари (медіана — 214 375). Медіана доходів становила 154 583 долари для чоловіків та 153 068 доларів для жінок. 
Цивільне працевлаштоване населення становило 252 особи. Основні галузі зайнятості: освіта, охорона здоров'я та соціальна допомога — 21,0 %, фінанси, страхування та нерухомість — 20,6 %, роздрібна торгівля — 15,9 %, виробництво — 13,1 %.